# Атестинская культура
Атестинская культура, Культура Атестина, Эсте, ситул, палеовенетская (англ. Este culture, нем. Este-Kultur, итал. Civiltà atestina) — археологическая культура железного века, существовавшая на северо-западе Адриатики на территории современной области Венеция, Северная Италия. Период существования с IX по II века до н. э., расцвет — до вторжения кельтов в IV веке до н. э., после II века до н. э. романизирована. Носителями культуры современные исследователи считают племена венетов.

## Название
Название культуре было дано от древнего города на окраине долины реки По — Атес/Атесте (совр. Эсте, провинция Падуя). Вероятно, первоначально он являлся значительным, а возможно и главным центром племени венетов. Также, иногда, Атестинскую культуру называют «культурой ситул», поскольку ситулы являются типичными для неё артефактами. Ещё одно название — «палеовенетская культура», связано с самим названием венетов.

## История изучения
Первое поселение раннего железного века на Апеннинском полуострове было открыто в середине XIX века в деревне Вилланова (окрестности Болоньи), в связи с чем, часто культуры этого периода собирательно называли «Вилланова». Однако позднее были обнаружены поселения аналогичные культуре Вилланова, но отнюдь не идентичные ей, среди которых была выделена и Атестинская культура. Первые находки — большой могильник и поселение, были открыты в районе города Эсте, а затем были найдены многочисленные могильники в других местах. Материалы раскопок послужили основой для периодизации культуры, которую исследователи подразделили на четыре фазы.

## Общее описание
Центр культуры находился на северо-востоке Италии — между реками Минчо и Ливенца (итал. Livenza). Западная часть этих земель прилегала к долине реки По, была болотистой и редко заселённой — даже этруски не подчинили себе эту область. В начале 1-го тысячелетия до н. э. сюда проникли венеты (которых считают носителями Атестинской культуры), они заняли все удобные для поселения места и жили в некоторой изоляции. Здесь же, севернее По, протекала река с изменчивым течением — Атес/Атестис (совр. Адидже), на которой венеты основали город Атес/Атесте (совр. Эсте). Вероятно, он был столицей венетов, но 589 году до н. э. река Адидже проложила новое русло в 12 км от города, и он пришел в упадок.
Экономика Атестинской культуры была основана на сельском хозяйстве, разведении скота, ловле пресноводной рыбы. Существовали различные формы связей и взаимного влияния с культурами Вилланова, Гальштатской, Голасекка, а также с племенами, населявшими современные Словению и Тироль. Носители культуры владели высокоразвитым искусством изготовления ситул — своеобразных сосудов с рельефными изображениями, по форме напоминающих ведро. Керамика выполнялась на гончарном круге — найдены великолепные красные вазы. Современными исследователями обнаружены могильники с трупоположениями и трупосожжениями, надгробные камни с надписями на венетском языке. Также среди артефактов обнаруживают мечи с антенной, бритвы, кельты, пальстабы и различные фибулы.

## Периодизация
Хронология периодизации Атестинской культуры, как и хронология соседней Виллановы, является дискуссионной среди исследователей, существуют различные варианты датировки возникновения культуры — учёные относят это событие к 1200 году до н. э. (Д. Рэнделл Макайвер), к 1000 году до н. э. (Ф. Дун), к 650 году до н. э. (Н. Оберг). Некоторые датировки:
| Фаза     | Датировка                                                        | Датировка                 |
| Фаза     | по Мюллер-Карпе                                                  | наиболее принятая сегодня |
| -------- | ---------------------------------------------------------------- | ------------------------- |
| Эсте I   | кон. X—IX вв. до н. э.                                           | 900—750 гг. до н. э.      |
| Эсте II  | IX—VIII вв. до н. э.                                             | 750—575 гг. до н. э.      |
| Эсте III | с кон. VIII или нач. VII вв. до н. э. — до кельтского завоевания | 575—350 гг. до н. э.      |
| Эсте IV  | IV—II вв. до н. э.                                               | 350—182 гг. до н. э.      |